# مزرعه حمام الدین
مزرعه حمام الدین یک روستا در ایران است که در دهستان علی‌آباد ملک واقع شده‌است.